# サアド・ザグルール

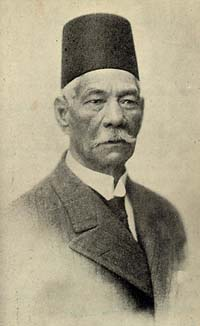
サアド・ザグルール

サアド・ザグルール（アラビア語: سعد زغلول、Saad Zaghlul、1859年 - 1927年8月23日）は、エジプトの政治家である。1924年1月26日から11月24日までの間、エジプト王国の首相を務めた。サアド・ザグルール・パシャ・イブン・イブラーヒームとも呼ばれる。

## 生涯・人物

### エジプト革命
ナイル・デルタで生まれたサアド・ザグルールは、ワフド党を率いて、エジプトの独立闘争を支持した。エジプトを保護国化していたイギリスは、1919年3月8日にザグルールら党指導部3名を逮捕、マルタに流したが、これによってエジプトではデモ活動などがさらに広がり、革命に発展した。
革命の渦中で800人以上のエジプト人が殺されたのち、イギリスは、4月7日にザグルールを解放した。4月11日には、ワフド党の代表団は、パリ講和会議に出席したが、アメリカ合衆国がイギリスの政策を支持したことで、失望することとなった。
イギリスのザグルールに対する監視は継続され、1921年には、再び逮捕され、セイシェルに流された。しかし、この時には、エジプトにおける独立運動の流れはとめることができず、1922年には、エジプトは独立を獲得することに成功した。その過程の中で、ワフド党は、地主層や当時の民族資本家層の支持を獲得していった。

### 首相時代
ザグルールは、エジプト独立の英雄の立場を獲得していったが、党内政治はほぼ独裁状態であり、党内での議論がほとんど行われなかったようである。そのため、ザグルールと意見を異にする政治エリートが立憲自由党の結成に動いた。首相経験者のアブドゥルハーリク・サルワト、アドリー・ヤカン、気鋭の法律家アブドゥルアジーズ・ファフミー、イスマーイール・シドキー、ムハンマド・フサイン・ヘイカルなどである。
さらに、ワフド党は1923年憲法の擁護に動いていたが、ザグルール自身は憲法制定に反対していた。また、憲法制定によって、権力分散と自らの権限が縮小されることをフアード1世も嫌っていた。したがって、フアード1世とザグルールは蜜月状態となったが、この蜜月状態は、1924年に破綻する。
1924年1月12日、エジプトでは総選挙が実施され、ワフド党は、圧倒的勝利を収めた。2週間後、ザグルールによる最初のワフド党政権が成立した。ザグルールは、イギリスに対しエジプトの即時完全独立を主張すると同時に、顧問制の廃止やイギリス軍の完全撤退を要求した。
しかし、1924年11月19日に、エジプト軍総司令官兼スーダン総督であるリー・スタックが暗殺された。イギリスは、ザグルールがそのまま内閣を運営していくことに難色を示した。その結果、ザグルールは11月24日に、首相を辞職し、全ての公職も辞職した。